# 金剛院 (摂津市)
金剛院（こんごういん）は、大阪府摂津市千里丘にある高野山真言宗の仏教寺院。味舌寺（ましたでら）、蜂前寺（ぶぜんじ）とも呼ばれた。

## 歴史
『摂津名所図会』に、天平勝宝年中（749年 - 757年）、行基が紫雲霊光を目指してこの地に至ると、老翁から精舎を建てなさいと示され、行基自ら薬師如来を彫刻し、放光山昧舌寺と号した。ある年、賊徒の蜂起に村民が防げないでいると、殿内より数千の蜂が出現して退治してくれた。これにより霊蜂山蜂前寺と改めた、とある。
寺伝では永正年間（1504年 - 1521年）に三宅城城主三宅出羽守国政の外護を得たが、天正年間（1573年 - 1592年）の兵火で堂宇がことごとく焼失した。寛文3年（1633年）に宥清が再興、元文年間（1736年 - 1741年）に領主（大和芝村藩主）織田輔宜の祈願寺となり往古の面影を取戻したという。
『摂津志』には、上梁文に天正15年（1587年）10月3日再建と記す。

## 境内

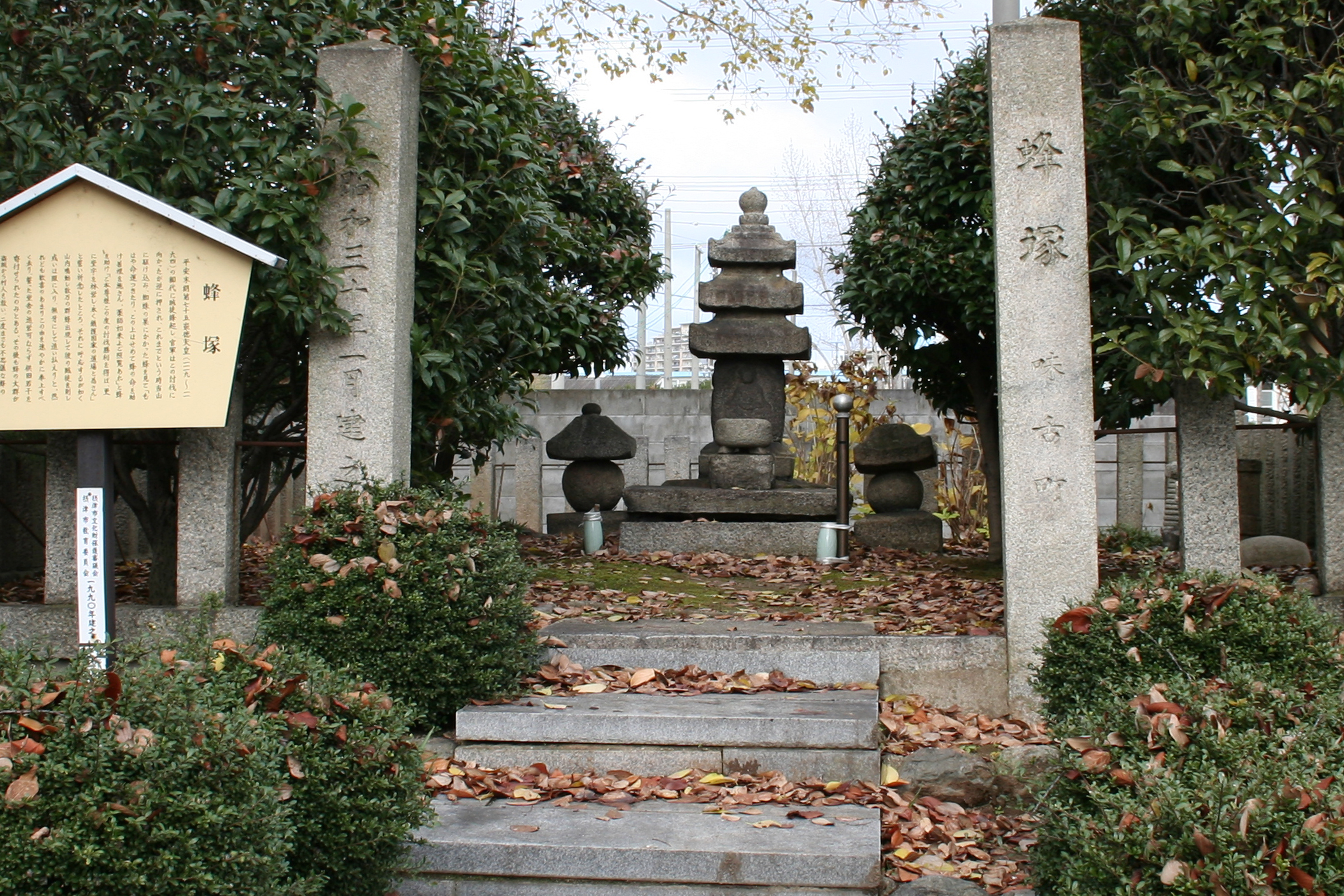
蜂塚

- 本堂
- 鐘楼
- 護摩堂
- 弁天堂
- 吒枳尼天堂
- 蜂塚

## 文化財
- 木造 不動明王立像　大阪府指定有形文化財　（昭和45年2月20日指定）平安時代

## 交通アクセス
- JR京都線千里丘駅徒歩10分